# René Havard
Pour les articles homonymes, voir Havard.
René Havard, né le 20 décembre 1923 à Paris et mort dans la même ville le 7 décembre 1987, est un acteur et scénariste français.

## Biographie
René Havard est issu d'une mère juive, Shulamit. Son grand-père maternel était le pionnier sioniste Michael Halperin.
En tant que scénariste, on lui doit Un taxi pour Tobrouk, adapté de son propre roman et en tant qu'acteur, on l'a vu entre autres dans Le Mouton à cinq pattes, Bob le flambeur, La Vache et le Prisonnier ou dans la série Châteauvallon.
Sous le pseudonyme collectif Pierre Germont, il signe plusieurs ouvrages écrits en collaboration avec Michel Cousin.

## Filmographie

### Cinéma
- 1946 : On ne meurt pas comme ça de Jean Boyer : l'assistant
- 1949 : La Bataille du feu ou Les Joyeux conscrits de Maurice de Canonge
- 1952 : Suivez cet homme de Georges Lampin : un inspecteur
- 1952 : Le Huitième Art et la Manière de Maurice Regamey (court métrage) : un présentateur
- 1953 : Le Guérisseur d'Yves Ciampi : un interne
- 1953 : Quai des blondes de Paul Cadéac
- 1954 : Le Défroqué de Léo Joannon : un officier
- 1954 : Huis clos de Jacqueline Audry : un soldat
- 1954 : Poisson d'avril de Gilles Grangier : l'examinateur automobile
- 1954 : Marchandes d'illusions de Raoul André : le souteneur
- 1954 : Le Mouton à cinq pattes d'Henri Verneuil : le liftier
- 1955 : Interdit de séjour de Maurice de Canonge
- 1955 : Escale à Orly de Jean Dréville : Dédé
- 1955 : Série noire de Pierre Foucaud : Rinaldo
- 1955 : Les pépées font la loi de Raoul André : Calamart, le truand tabassé
- 1955 : Sophie et le Crime de Pierre Gaspard-Huit : Tony
- 1955 : Gueule d'ange de Marcel Blistène : Caniche, le demi-frère de "Gueule d'amour"
- 1956 : Les Indiscrètes de Raoul André : Maurice
- 1956 : Les Pépées au service secret de Raoul André : Calamart, Sébastien et le clochard)
- 1956 : Bob le flambeur de Jean-Pierre Melville : l'inspecteur Morin
- 1956 : L'Homme et l'Enfant de Raoul André : un complice de Zajir
- 1956 : Crime et Châtiment de Georges Lampin : l'inspecteur Noblet
- 1956 : Les Suspects de Jean Dréville : un technicien dans le sud-tunisien
- 1957 : Incognito de Patrice Dally
- 1957 : Les Violents d'Henri Calef : l'inspecteur Damien
- 1957 : La Polka des menottes de Raoul André : Roger, le Chinois
- 1957 : Œil pour œil d'André Cayatte : l'interne
- 1957 : Paris clandestin de Walter Kapps : Ernest
- 1957 : Police judiciaire de Maurice de Canonge
- 1957 : Ces dames préfèrent le mambo de Bernard Borderie : Helmsman, le timonier
- 1959 : Cigarettes, whisky et p'tites pépées de Maurice Regamey : Fernand
- 1959 : L'Increvable de Jean Boyer : Loulou
- 1959 : Babette s'en va-t-en guerre de Christian-Jaque : Louis
- 1959 : La Valse du Gorille de Bernard Borderie : le chimiste
- 1959 : Rue des prairies de Denys de la Patellière : le photographe de mode
- 1959 : Sergent X de Bernard Borderie
- 1959 : La Vache et le Prisonnier d'Henri Verneuil : le vicomte Bussière, prisonnier de guerre
- 1960 : Le Panier à crabes de Joseph Lisbona : le premier assistant
- 1960 : La mort n'est pas à vendre d'André Desreumeaux
- 1960 : Un taxi pour Tobrouk de Denys de La Patellière (uniquement scénariste)
- 1962 : Le Dernier Quart d'heure de Roger Saltel
- 1962 : Gigot, le clochard de Belleville de Gene Kelly : Albert
- 1962 : Mandrin, bandit gentilhomme de Jean-Paul Le Chanois
- 1964 : À couteaux tirés de Charles Gérard : Bobby
- 1965 : La Ligne de démarcation de Claude Chabrol : Loiseau
- 1966 : Les Centurions - (Lost Command) de Mark Robson : Fernand
- 1966 : Du mou dans la gâchette de Louis Grospierre (uniquement scénariste et dialoguiste)
- 1969 : Uno Scacco tutto matto (it) / 6 simpattiche carogne / Un atraco de ida y vuelta / Checkmate for Mc Dowell / It's your move (en) de Robert Fiz
- 1969 : L'Auvergnat et l'Autobus de Guy Lefranc
- 1969 : Les Patates de Claude Autant-Lara : l'homme au cigare
- 1969 : Un merveilleux parfum d'oseille de Rinaldo Bassi (également scénariste et dialoguiste)
- 1970 : L'Amour de Richard Balducci : le chauffard (également coscénariste et dialoguiste)
- 1975 : Les Innocents aux mains sales de Claude Chabrol
- 1975 : Les Demoiselles à péage (ou Les Ravageuses de sexe) de Richard Balducci
- 1976 : Les Mal Partis de Sébastien Japrisot : le curé du village
- 1976 : La situation est grave… mais pas désespérée de Jacques Besnard : coscénariste
- 1977 : Gloria de Claude Autant-Lara : le chauffeur de la Marne
- 1980 : C'est encore loin l'Amérique ? de Roger Coggio
- 1981 : Prends ta rolls et va pointer de Richard Balducci
- 1983 : Charlots connection de Jean Couturier (uniquement coscénariste)
- 1984 : Train d'enfer de Roger Hanin

### Télévision
- 1950 : Le Malade imaginaire
- 1950 : Agence Nostradamus de Claude Barma Série TV de 9 épisodes
- 1957 : L'Équipage au complet
- 1958 : En votre âme et conscience :  Les Traditions du moment ou l'Affaire Fualdès de Claude Barma
- 1958 : Angelica...a...a
- 1958 : Les Cinq Dernières Minutes, épisode Réactions en chaîne de Claude Loursais : Maubert
- 1959 : En votre âme et conscience :  L'Affaire Benoît" de Claude Barma
- 1960 : Les Cinq Dernières Minutes, épisode Au fil de l'histoire de Claude Loursais : Gilbert Cregut
- 1962 : L'inspecteur Leclerc enquête, épisode L'Inconnu du téléphone de Marcel Bluwal
- 1962 : Les Cinq Dernières Minutes, épisode Un mort à la une de Pierre Nivollet : Anglars
- 1964 : Commandant X de Jean-Paul Carrère
- 1966 : Les Cinq Dernières Minutes, épisode La Rose de fer de Jean-Pierre Marchand : Vivi
- 1966 : La Morale de l'histoire de Claude Dagues (téléfilm)
- 1966 : Comment ne pas épouser un milliardaire
- 1967 : Allô Police, épisode L'Évadé de Robert Guez
- 1971 : Aubrac-City de Jean Pignol
- 1971 : Aux frontières du possible : le dossier des mutations V de Victor Vicas
- 1972 : La Sainte Farce de Jean Pignol : M. Zéfir, dit Zeffe
- 1972 : Les Six Hommes en question d'Abder Isker
- 1972 : Lui
- 1972 : Au théâtre ce soir : Histoire d'un détective de Sidney Kingsley, mise en scène Jean Meyer, réalisation Pierre Sabbagh, théâtre Marigny
- 1973 : Les Nuits de la colère
- 1973 : Monsieur Émilien est mort
- 1973 : Vogue la galère
- 1974 : Les Brigades du Tigre de Victor Vicas, épisode Les Vautours
- 1974 : À vous de jouer Milord mini-série de Christian-Jaque : Commandant Chanteaume
- 1974 : Messieurs les jurés : L'Affaire Lusanger d'André Michel  : Le commissaire
- 1975 : La Mort d'un touriste d'Abder Isker
- 1975 : Pilotes de courses, série télévisée de Robert Guez : M. Ducel
- 1975-1976 : Erreurs judiciaires série télévisée : Commissaire principal Picaud
- 1976 : Château Espérance
- 1976 : Les Douze Légionnaires  de Bernard Borderie : le chauffeur du général
- 1977 : La Famille Cigale, série télévisée de Jean Pignol
- 1977 : Recherche dans l'intérêt des familles de Philippe Arnal
- 1978 : Emmenez-moi au théâtre : Pas d'orchidées pour Miss Blandisch, drame de Claude Barma : Rocco
- 1978 : Les Hommes de Rose, feuilleton télévisé de Maurice Cloche
- 1979 : Le tourbillon des jours, de Jacques Doniol-Valcroze
- 1981 : Staline est mort d'Yves Ciampi
- 1982 : Les Enquêtes du commissaire Maigret de Jean-Paul Sassy (série télévisée), épisode : Maigret et l'Homme tout seul : Edmond (un clochard)
- 1981 : La Double Vie de Théophraste Longuet de Yannick Andreï
- 1983 : Les Nouvelles Brigades du Tigre de Victor Vicas, épisode Les Princes de la nuit de Victor Vicas
- 1985 : Châteauvallon, de Serge Friedman, Paul Planchon et Emmanuel Fonlladosa
- 1987 : Les Cinq Dernières Minutes, épisode La Peau du rôle de Guy Jorré
- 1987 : Les Enquêtes du commissaire Maigret, épisode : Maigret voyage de Jean-Paul Carrère

## Théâtre
- 1949 : Le Légataire universel de Jean-François Regnard, mise en scène Georges Douking, théâtre des Célestins
- 1953 : Les Images d'Epinal d'Albert Vidalie, mise en scène Jean-Pierre Grenier, Cabaret La Fontaine des Quatre-Saisons
- 1954 : Le Coin tranquille de Michel André, mise en scène Christian-Gérard, théâtre Michel
- 1956 : La Nuit du 4 août d'Albert Husson, mise en scène Christian-Gérard, théâtre Édouard VII
- 1958 : Rididine d'Alexandre Breffort, mise en scène Maurice Vaneau, théâtre Fontaine
- 1963 : Six Hommes en question de Frédéric Dard & Robert Hossein, mise en scène Robert Hossein, théâtre Antoine
- 1966 : La Bonne Adresse de Marc Camoletti, mise en scène Christian-Gérard, théâtre des Nouveautés
- 1966 : La Convention de Belzébir de Marcel Aymé, mise en scène René Dupuy, théâtre de l'Athénée-Louis-Jouvet
- 1972 : Histoire d'un détective de Sidney Kingsley, mise en scène Jean Meyer, théâtre des Célestins
- 1973 : La Situation est grave mais pas désespérée Créée au Théâtre Daunou à Paris le 01-11-1973 (mise en scène de René Clermont). Signé du pseudonyme collectif de Pierre Germont (Michel Cousin et René Havard)
- 1975 : Des souris et des hommes de John Steinbeck, mise en scène Robert Hossein, théâtre de Paris
- 1977 : Une femme presque fidèle de Jacques Bernard, mise en scène Claude Brosset, Elysée-Montmartre
- 1978 : La Cuisine des anges d'Albert Husson, mise en scène Francis Joffo, théâtre des Célestins
- 1981 : Thérèse Raquin d'Émile Zola, mise en scène Raymond Rouleau, théâtre de Boulogne-Billancourt
- 1983 : Un grand avocat de Henry Denker, mise en scène Robert Hossein, théâtre Mogador